# FO Близнецов
FO Близнецов (лат. FO Geminorum) — двойная затменная переменная звезда (E) в созвездии Близнецов на расстоянии приблизительно 4 410 световых лет (около 1 352 парсек) от Солнца. Видимая звёздная величина звезды — от +15,8m до +14,7m. Орбитальный период — около 0,6956 суток (16,694 часов).
Открыта Куно Хофмейстером в 1944 году.

## Характеристики
Первый компонент — жёлто-белая звезда спектрального класса G-F. Радиус — около 1,36 солнечного, светимость — около 2,274 солнечных. Эффективная температура — около 6069 К.